# Campylopus laxitextus
Campylopus laxitextus är en bladmossart som beskrevs av Sande Lacoste 1872. Campylopus laxitextus ingår i släktet nervmossor, och familjen Dicranaceae. Inga underarter finns listade i Catalogue of Life.